# 27985 Remanzacco
27985 Remanzacco (1997 VC1) là một tiểu hành tinh vành đai chính được phát hiện ngày 12 tháng 11 năm 1997 ở Remanzacco (Ý).